# Shana Halligan
Shana Halligan (ur. 1973 w Los Angeles) – amerykańska wokalistka, kompozytorka i autorka tekstów. Znana ze współpracy z Bitter:Sweet i Thievery Corporation. Córka członka zespołu Blood, Sweat & Tears, Dicka Halligana.

## Życiorys
Shana Halligan jest córką Dicka Halligana, kompozytora i aranżera, członka zespołu Blood, Sweat & Tears. Wychowała się w domu, w którym zawsze przebywali liczni muzycy, improwizujący do późnych godzin nocnych. Niezbyt jej to odpowiadało, ponieważ chciała być normalnym dzieckiem, podwożonym przez matkę do szkoły. W czasach młodości dużo komponowała na fortepian. Śpiewała w reklamach, udzielała się też aktywnie jako muzyk sesyjny. Żywo interesowała się muzyką elektroniczną. Najbardziej jest znana jako wokalistka i kompozytorka zespołu Bitter:Sweet. Jego piosenki zostały wykorzystane jako podkład muzyczny w ponad 200 filmach, programach telewizyjnych i kampaniach reklamowych (w tym, między innymi: Siostra Jackie, Dancing with the Stars, Żona idealna, Victoria’s Secret, Diabeł ubiera się u Prady, Harry’s Law, Ekipa, Szminka w wielkim mieście, perfumy marki Nina Ricci, Bez skazy, Chirurdzy, Gotowe na wszystko i Auta 2). Po rozwiązaniu zespołu Shana Halligan rozpoczęła karierę solową. Sprzedano 300 tysięcy jej albumów (2014), a na przeszło 70 albumach znalazło się jej nazwisko.
W 2011 roku Shana Halligan nagrała pierwszą własną piosenkę, „Paper Butterfly”, która zadebiutowała na Top 10 Electronic Chart iTunes Store dochodząc do trzeciego miejsca. Nagranie pochodzi z EP-ki, zawierającej 5 utworów, zarejestrowanej w tym samym roku dla wytwórni Unknown Breakthrough, którą założyli między innymi Robb McDaniels i Rob Garza. Ten ostatni zmiksował również jeden z utworów, „True Love”.
25 września 2012 roku ukazał się jej debiutancki album, Richmond Parade. 16 października 2015 roku wydany został drugi album artystki, Back To Me.
5 kwietnia 2016 roku Children’s Music Fund z siedzibą w Los Angeles oficjalnie ogłosił Shanę Halligan swoją rzeczniczką.

### Współpraca z innymi artystami
Shana Halligan współpracowała z zespołem Thievery Corporation przy realizacji jego albumu Saudade; była współautorką i wykonawczynią utworu „Depth of My Soul”, wystąpiła również w nakręconym do niego teledysku. Kontynuując swoje artystyczne eksploracje zrealizowała kolejny projekt, Shana & The Hooligans, będący owocem współpracy ze znanym producentem i didżejem, Captainem Planetem. Pierwszy singiel duetu, „Get Gone”, który miał premierę na Vibe, to piosenka w stylu swing, utrzymana w klimacie retro z dodatkiem nowoczesnych elementów muzyki pop. Został on wykorzystany jako podkład muzyczny  w amerykańskiej kampanii Urban Decay Cosmetic. Inni artyści, z którymi współpracowała Shana Halligan to między innymi: jej przyjaciel, Serj Tankian, znany jako wokalista zespołu System of a Down, didżej Morgan Page, Charles Webster, Wax Taylor, Carmen Rizzo i Eric Rosse.
Shana Halligan wzięła udział w europejskiej trasie koncertowej francuskiego zespołu Nouvelle Vague, w tym w jego występach w hali Royal Albert Hall w Londynie. Odbyła też własne tournée po zachodnim wybrzeżu Stanów Zjednoczonych.